# Duco
Duco foi o nome comercial de uma linha de produtos para pintura automotiva desenvolvida pela empresa DuPont em 1920. A DuPont presentou a primeira linha de tintas e lacas multicores com secagem rápida desenvolvida exclusivamente para a indústria automotiva. Atualmente é utilizado pela Nexa Autocolor, (antiga ICI Autocolor e agora uma divisão da PPG Industries com sede em Pittsburgh), com um nome comercial para tintas e esmaltes de automóveis na Ásia. Duco é utilizado coloquialmente para se referis a laca de nitrocelulose em pinturas automotivas.